# 巴科季
49°51′26″N 25°38′50″E / 49.85722°N 25.64722°E

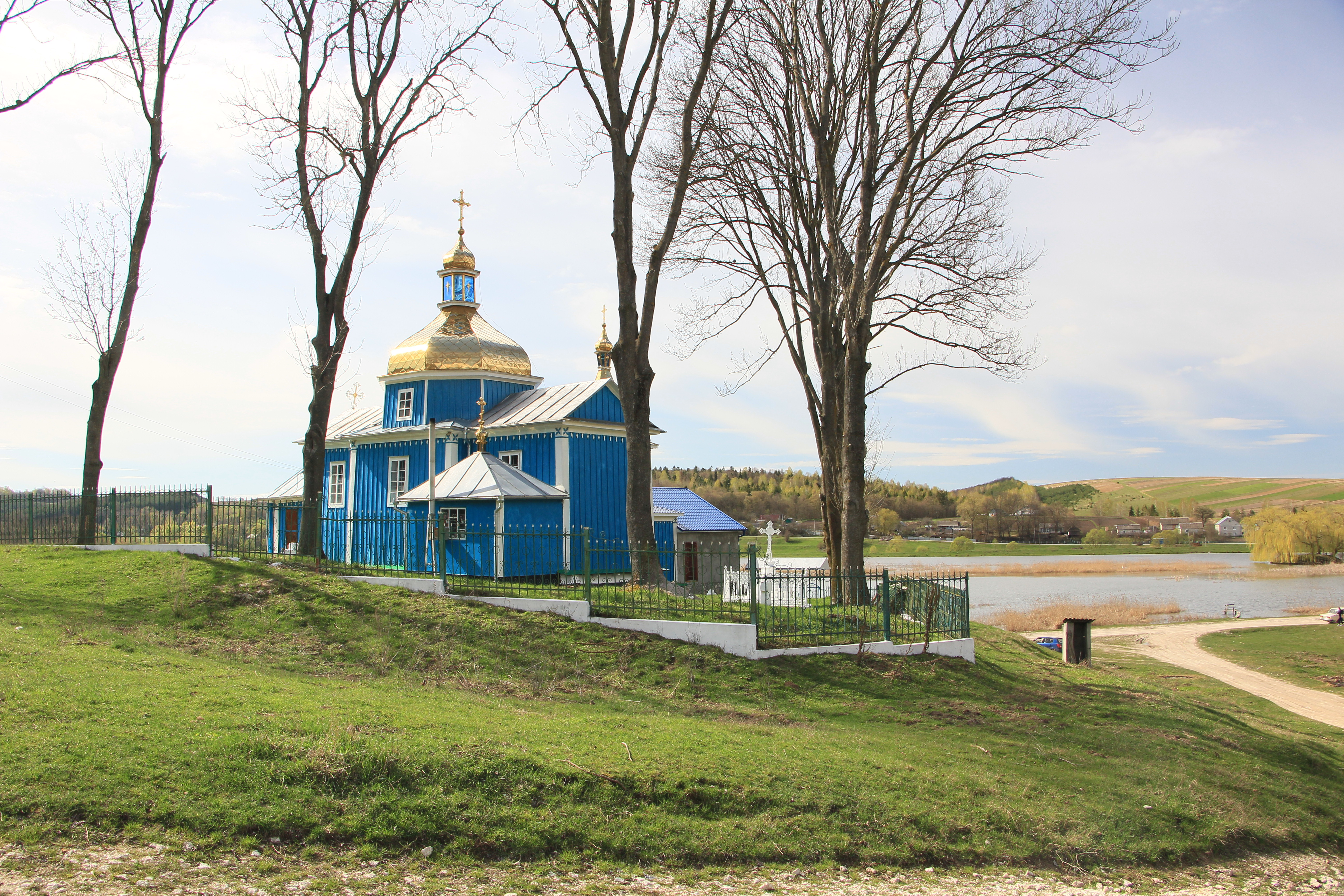

巴科季（烏克蘭語：Бакоти），是烏克蘭的村落，位於該國西部捷爾諾波爾州，由克列梅涅茨區負責管轄，始建於1423年，面積8.83平方公里，海拔高度345米，2001年人口275，人口密度每平方公里31.1人。